# Khao-I-Dang
Le centre de rétention de Khao-I-Dang (Thai: เขาอีด่าง, Khmer: ខាវអ៊ីដាង) était un camp de réfugiés cambodgiens situé à 20 km au nord de Aranyaprathet, dans la province de Prachinburi (désormais Sa Kaeo) en Thaïlande. Le camp de réfugiés, le plus durable à la frontière entre la Thaïlande et le Cambodge, fut créé à la fin de 1979 et administré par le ministère thaïlandais de l’Intérieur et le Haut-Commissariat des Nations Unies pour les réfugiés (HCR), contrairement à d’autres camps à la frontière administrés par une coalition composée de l’UNICEF, du Programme Alimentaire Mondial, du Comité International de la Croix Rouge (brièvement) et après 1982 de l’Opération des Nations-Unies pour le sauvetage des frontières (UNBRO).

## Construction
Dans les plaines peu boisées de l'est de la Thaïlande, à quelques kilomètres de la frontière cambodgienne, un complexe de bambous et de chaumes a été ouvert le 21 novembre 1979 après la chute des Khmers rouges. À la suite de la mise en place d'un camp d'urgence pour réfugiés à Sa Kaeo, le ministère thaïlandais de l'Intérieur a autorisé Mark Malloch Brown du HCR à construire un deuxième camp au pied de la montagne Khao-I-Dang.
Selon Martin Barber, chef de l'unité cambodgienne du HCR, "le site, couvrant une superficie de 2,3 kilomètres carrés sur une colline en pente douce, était bien drainé. Il a été ouvert ... après seulement quatre jours de travail préparatoire pour établir la conception globale du camp et le développement des infrastructures de base (routes, réservoirs d’eau et latrines) du premier «bloc». Le camp était divisé en sections de 10 000 à 12 000 personnes. Chaque section disposait d’un espace alloué à un logement raisonnable et aux services comprenant l'alimentation complémentaire.

## Population
Le 19 octobre 1979, le Premier ministre thaïlandais, Kriangsak Chomanan, a adopté une politique de "portes ouvertes" qui permettait aux réfugiés cambodgiens de traverser la frontière en toute sécurité et de résider dans des endroits spécifiques,. Khao-I-Dang (connu sous le nom d’organisme d’aide humanitaire) devait servir de centre de rétention temporaire pour les réfugiés qui seraient soit rapatriés au Cambodge, soit expatriés dans des pays tiers. Le premier jour, 4 800 personnes sont arrivées et au 31 décembre, elles étaient 84 800. Entre novembre 1979 et la fin de janvier 1980, 1 600 réfugiés en moyenne sont arrivés dans le camp chaque jour. La politique de la Thaïlande en matière de portes ouvertes a été abolie brutalement le 24 janvier 1980 et KID a été fermé aux nouveaux arrivants.
Initialement prévu pour accueillir 300 000 réfugiés la population atteignait finalement 160 000 personnes en mars 1980. Plus tard, lorsque KID devint le principal centre de rétention pour les réfugiés en attente de visas de pays tiers, l'entrée illégale dans le camp fut très recherchée par les réfugiés désespérés de fuir le Cambodge et la contrebande, le vol et la violence sont devenus incontrôlables. En juillet et août 1980, le HCR a commencé à transférer un grand nombre de réfugiés de KID vers Phanat Nikhom, Sa Kaeo II, Mairut et Kap Choeng. En décembre 1982, la population était tombée à 40 134, les réfugiés ayant été rapatriés de force, envoyés dans des pays tiers ou renvoyés dans d'autres camps à la frontière.

### Les résidents
La présence à Khao-I-Dang d'un grand nombre de réfugiés possédant une formation et une expérience de l'administration, de la santé, de l'enseignement ou des compétences techniques a permis de réduire les problèmes linguistiques et de permettre une implication précoce des réfugiés dans tous les domaines d'activité.
De nombreux Cambodgiens se souviennent avoir passé quelque temps à KID, notamment le Dr Haing S. Ngor du film The Killing Fields, qui (en tant que réfugié) avait été embauché en 1979 dans un hôpital du CICR de 400 lits. La scène finale du film a été tournée à KID en 1983, dans le service de chirurgie où le Dr Ngor avait travaillé. Les anciens réfugiés ayant décrit leurs expériences à Khao-I-Dang incluent Molyda Szymusiak, Chanrithy Him, Oni Vitandham et Mohm Phat. L'écrivaine française Christine Leang est née dans le camp le 8 juillet 1980.

## Services
L’approvisionnement en nourriture et en eau était un problème logistique majeur. De l'eau était apportée chaque jour par des camions depuis des zones d'approvisionnement situées à une heure ou deux de distance. L'eau était rationnée à 10-15 litres par personne et par jour dans le camp et 50 à 60 litres par patient hospitalisé par jour).
Des services éducatifs et médicaux ont été fournis par des organisations de secours thaïlandaises et internationales. KID est rapidement devenu le camp le mieux desservi de la frontière entre la Thaïlande et le Cambodge. Il s’agissait peut-être du camp de réfugiés le mieux aménagé au monde. Au début de 1980, 37 organismes humanitaires travaillaient dans le camp. La plupart des services de santé étaient fournis par le CICR, Médecins sans frontières, la Croix-Rouge thaïlandaise, CARE, Irish Concern, les services de secours catholiques, le Comité international de secours, le Comité américain pour les réfugiés, l'Alliance chrétienne et missionnaire, OXFAM, Handicap International, Malteser International et JEM,.

### L'hôpital
Le CICR avait choisi le KID pour son premier hôpital chirurgical frontalier où des patients en situation de traumatisme aigu ont été soignés, principalement des blessés de guerre, puis un grand nombre de victimes de mines antipersonnel. L'équipement chirurgical a été donné par le navire-hôpital français L'Île de Lumière. Initialement, deux hôpitaux (A et B) de 900 lits répartis dans 17 unités ont été construits : quatre unités de pédiatrie, dont un centre de nutrition intensive ; deux salles pour la gynécologie et l'obstétrique ; deux salles d'opération, y compris un centre d'admission et d'urgence ; un centre de tuberculose ; et huit salles de médecine générale. En outre, il y avait une unité chirurgicale avec deux salles d'opération contenant quatre tables d'opération et une unité postopératoire. Il y avait également deux cuisines d'hôpital, un entrepôt, un laboratoire et une salle de radiographie. Chaque service accueillait entre 70 et 120 patients, et la capacité totale de l'établissement était d'environ 1 800 patients.
L’hôpital du CICR a commencé à traiter les patients le 27 novembre 1979 et au cours de ses 54 premiers jours d’opération, 521 chirurgies ont été pratiquées, dont 162 liées à des blessures de guerre, dont 22 amputations. Globalement, 80% des opérations étaient des interventions chirurgicales d'urgence liées à un traumatisme, le reste des interventions ayant pour but de soulager une douleur intense ou un saignement. Au cours des deux premiers mois, une moyenne de 9,5 opérations par jour ont été effectuées, avec un maximum de 16.
Vers la fin de 1980, l’hôpital B tomba en désuétude et fut transformé en bâtiments plus petits, dont certains furent détruits lors d’un incendie en 1981. 
En juin 1984, les équipes médicales de l’hôpital KID-CICR étaient composées de quatre chirurgiens, de quatre anesthésistes et de 13 infirmières envoyées par neuf Sociétés nationales de la Croix-Rouge (Belgique, Finlande, France, Islande, Japon, Norvège, Suède, Suisse et Royaume-Uni). Le coordonnateur médical et l’administrateur de l’hôpital ont été envoyés respectivement par la Nouvelle-Zélande et la Croix-Rouge canadienne. En outre, 120 membres du personnel médical thaïlandais et khmers ont assisté ces équipes dans leur travail.
Le Secrétaire général de l'ONU, Kurt Waldheim, a visité l'hôpital Khao-I-Dang le 6 août 1980 et Javier Perez de Cuellar le 27 janvier 1985. L'ancien président Jimmy Carter et la Première Dame Rosalynn Carter y sont allés le 6 juin 1985,.

## Fermeture
La taille de Khao-I-Dang a régulièrement diminué, sa population ayant été réinstallée dans d'autres pays. C'est finalement devenu un camp composé de personnes qui avaient été refusées pour la réinstallation ; beaucoup avaient été rejetés par plus d'un pays. La Thaïlande a déclaré la fermeture du camp fin décembre 1986, les perspectives de réinstallation étant réduites. Les résidents des camps illégaux ont commencé à déménager dans des camps frontaliers en mars 1987. En réponse aux pressions internationales, la sélection pour la réinstallation de la population résiduelle a été élargie en 1988, après quoi les autorités thaïlandaises ont officiellement décrété que tous les réfugiés restants seraient transférés à la frontière pour être rapatriés au Cambodge. Les habitants de KID ont manifesté leur opposition à ce qu'ils considéraient être un rapatriement forcé et ont organisé de nombreuses manifestations. En décembre 1989, la population du camp était de 11 600 personnes. 
Le camp a finalement été fermé le 3 mars 1993 lors de l'opération APRONUC, alors que tous les résidents restants avaient été transférés dans le camp de réfugiés de Site Two dans l'attente de leur rapatriement au Cambodge. Lors de la cérémonie de clôture, l'envoyé spécial du HCR Sérgio Vieira de Mello a qualifié le KID de "symbole puissant et tragique" de l'exode cambodgien et de la réponse humanitaire internationale.